# ريتشون بارك (إلينوي)
ريتشون بارك (بالإنجليزية: Richton Park)‏ هي قرية تقع في الولايات المتحدة في إلينوي. يقدر عدد سكانها بـ 13,646 نسمة .

## الموقع الجغرافي
الموقع الجغرافي للمناطق المحيطة بهذه النقطة هو كالتالي: